# Bitva o Cēsis
Bitva o Cēsis (lotyšsky: Cēsu kaujas, estonsky: Võnnu lahing) byla jednou z důležitých bitev Estonské a Lotyšské války za nezávislost. V této bitvě stály estonské a lotyšské ozbrojené síly proti Baltské zeměbraně (Landeswehru).

## Pozadí bitvy
Lotyšsko vyhlásilo nezávislost v roce 1918, s tím však nesouhlasily ani SSSR, ani Baltský stát. Lotyši tedy museli o svoji svobodu bojovat. Nejdříve s Německem, pak i se SSSR. V této situaci se Lotyši spojili s Estonskem, které bojovalo s těmito nepřáteli na svém území. Poté se osmitisícová spojená estonská (Põdder, Reek) a lotyšská vojska (Zemitāns) střetla s šestitisícovým Landeswehrem (Goltz) u lotyšského města Cēsis. Po pětidenním urputném boji s rovnocenným nepřítelem podporovaným německou železnou divizí dosáhli Estonci a Lotyši rozhodujícího vítězství v boji za svou nezávislost. Za svou vlast padlo 405 Estonců a 43 Lotyšů. Ztráty Landeswehru nejsou známé.